# Tabaroinha
Tabaroinha é o segundo álbum de estúdio da cantora e compositora Mariene de Castro.

## Faixas
| N.º            | Título                                  | Compositor(es)                                    | Duração |  |
| 1.             | "A Pureza da Flor"                      | Babi, Arlindo Cruz, Jr. Dom                       | 2:55    |  |
| 2.             | "Filha do Mar"                          | Flavia Wenceslau                                  | 3:31    |  |
| 3.             | "Amuleto da Sorte"                      | Nelson Rufino                                     | 4:11    |  |
| 4.             | "Roda Ciranda"                          | Martinho da Vila                                  | 4:30    |  |
| 5.             | "Foguete"                               | Roque Ferreira, J. Velloso                        | 3:32    |  |
| 6.             | "Ponto de Nanã"                         | Roque Ferreira                                    | 5:11    |  |
| 7.             | "Um Ser de Luz"                         | Mauro Duarte, João Nogueira, Paulo César Pinheiro | 3:06    |  |
| 8.             | "Isto é Bom"                            | Xisto Bahia                                       | 4:48    |  |
| 9.             | "Tia Nastácia (Cantiga Pro Sinhozinho)" | Dorival Caymmi                                    | 4:28    |  |
| 10.            | "Estrada de Canindé"                    | Luiz Gonzaga, Humberto Teixeira                   | 4:43    |  |
| 11.            | "Marujo"                                | Nizaldo Costa, Roberto Mendes                     | 2:55    |  |
| 12.            | "Orixá de Frente"                       | Roque Ferreira                                    | 2:54    |  |
| 13.            | "Não Vou Pra Casa"                      | Antonio Almeida, Roberto Roberti                  | 2:43    |  |
| Duração total: | Duração total:                          | Duração total:                                    | 49:27   |  |